# スターフォックス ゼロ
『スターフォックス ゼロ』（Star Fox Zero）は、任天堂より2016年4月21日に発売されたWii U専用シューティングゲーム。アメリカ・ヨーロッパでは同年4月22日発売。

## 概要
やとわれ遊撃隊「スターフォックス」と、その宿敵アンドルフの戦いを描くシューティングゲーム。『スターフォックス コマンド』以来、10年ぶりの完全新作となる。本作はWii U GamePadのジャイロセンサーを活かした操作方法が用いられている。
2014年のE3開催前にロサンゼルスで行われた「Wii U GamePadを使った新しい遊び」をテーマにした特別イベントで発表され、イベントでは宮本茂自らプレゼンテーションを行った。開発は任天堂とプラチナゲームズの協力によるもので、宮本が直接ディレクションの担当をし「任天堂内製と同じ作り方をする」としている。
タイトルの「ゼロ」は『スターフォックス64』をベースにいちから作り直している一方、単なるリメイクでもないことから名付けられた。ロゴには漢字の「零」が用いられており、これは日本人の文化を意識したことからである。
通常版のほか、『スターフォックス ガード』のパッケージ版とセットになった『スターフォックス ゼロ+スターフォックス ガード』ダブルパックも発売された。
発売日の2016年4月21日には、本作の発売記念としてショートアニメ『スターフォックス ゼロ ザ・バトル・ビギンズ』が公開された。

## システム
ストーリー
今作は世界観を再びリセットし、『スターフォックス64』を再構成したものであり、過去作品の前日譚や続編といったものではなく、過去作品とは繋がりのない新たなパラレルワールド展開となっている。宮本は「大きなストーリーは持っているが、現代のプレイスタイルにあわせて、小さなストーリーを選んで遊ぶ形にしている」としている。
本作では新要素として「転送装置」が登場しており、ペパー将軍側とアンドルフ側がこれを巡って争う構図が描かれている。
操作
テレビ画面には自機とその周囲、Wii U GamePadにはコックピット視点の映像が表示される。テレビ画面を見ながら飛行、Wii U GamePadの画面で敵を狙い撃つという、2画面を活かした遊びが楽しめる。なお、フレームレートはどちらの画面も60fpsである。
また、Wii U PRO コントローラーもしくはWiiリモコンとヌンチャクを持ったプレイヤーが自機の操縦を担当し、Wii U GamePadを持ったもう一人のプレイヤーがジャイロセンサーを利用した攻撃を担当するといった協力プレイにも対応している。
ゲームシステム
- ゲーム開始時点で使用できる機体はアーウィンのみであり、特定ステージをクリアする、もしくは特定の行動を行うことでウォーカーへの変形などが解禁される。
- レーザーパワーアップやスマートボム残量、仲間の状態は『64』ではステージ間で引き継がれていたが、今作では引き継がれず、どのステージも必ずシングルレーザーおよびボム3個にリセットされた状態で開始する。
- ウォーカーへの変形のため、アーウィンの主翼が破損するシステムはオミットされ、それによるシングルレーザーへのパワーダウンは無くなった。かわりにハイパーレーザーの場合、敵機からのレーザー攻撃や敵機、障害物等への激突によるダメージが一定以上溜まると、レーザーがツインレーザーへとパワーダウンする。
- 宙返り・Uターンによるブーストゲージの消費量が半減し、従来作では一度使うと暫く再使用できなかったものが2回まで連続で使用できるようになり、これまで以上に機動力が高くなっている。
- 敵機をロックオンした直後にチャージ弾を放つことで、色の異なる通常より強力なチャージ弾が発射される。
- 『64』同様のチャージ弾の爆風ダメージによる誘爆ボーナスに加え、撃墜され炎を吹きながら落下する敵機を、地面に墜落する前に追い撃ち撃破することでさらにHIT+1のボーナスが加算される。
- 『64』同様、通常のクリアによる「作戦終了」と特定条件を満たすことによる「作戦完了」があり、ステージ分岐先が異なる。特に分岐が存在せず「作戦終了」しか存在しないステージもある。
- 各ステージには複数の勲章が設定されており、『64』同様の規定値以上の撃墜数の達成や特定条件下でのステージクリアに加え、ステージ上に配置された勲章アイテム、スーパーゴールドリング3個および勲章メダル10個の収集や特定条件下での敵機の撃破などで勲章が得られる。取得した勲章は自動的に記録されるため、1プレイで全ての勲章を獲得する必要は無く、一つずつ順番に達成する事が出来る。
- ステージ途中にはテレビ画面に演出のためのデモムービーが時折挟まれるが、デモムービー中も機体を操作することができ、コクピットビューは特に変わらないため敵機を撃破することができる。
- ステージクリア時に仲間のシールド残量に応じたボーナスが撃墜数に追加される。1機あたり最大10HITであり、最大で合計30HITの加算となる。

## 登場人物
- キャラクターの声には『スターフォックス64 3D』の声優を起用している。

### 主要人物
フォックス・マクラウド
声：大原崇
主人公。物語の5年前に亡くなった父の遺志を継ぐべく、若くしてやとわれ遊撃隊「スターフォックス」のリーダーを務める。
ファルコ・ランバルディ
声：高口公介
宇宙暴走族「フリー・アズ・ア・バード」の元ヘッド。戦闘機の操縦はフォックスを凌ぐ腕前で、その腕を買われスターフォックスにスカウトされた。
ペッピー・ヘア
声：坂本くんぺい
フォックスの父ジェームズが率いていた初代スターフォックスのメンバーでもあったベテランパイロット。その知識と経験で亡きジェームズに代わりフォックスをサポートする。
スリッピー・トード
声：はやみけい
フォックスの宇宙アカデミー時代からの親友で、チームのムードメーカー。戦闘機の操縦能力は低いものの、メカニックエンジニアとしては優秀。
ナウス
声：阿部敦
スターフォックスの母艦「グレートフォックス」の専属航海士ロボット。フォックスたちにアイテムを送るなどの支援を行う。
スターウルフ
リーダーのウルフ・オドネル（声：高口公介）、殺し屋のレオン・ポワルスキー（声：大原崇）、初代スターフォックスの元メンバーのピグマ・デンガー（声：最上嗣生）、Dr.アンドルフの甥のアンドリュー・オイッコニー（声：阿部敦）で構成されるやとわれ遊撃隊で、スターフォックスのライバルチーム。Dr.アンドルフからの指示を受け、戦闘機「ウルフェン」でスターフォックスの前に立ちはだかる。
今作ではスターウルフとのドッグファイトも新しくなっており、先述にあるように特定のステージの追加ミッションでの対決や、ピグマやアンドリューが特殊な攻撃を行うほか、コースの分岐にも影響する。
戦闘中すれ違うように至近距離を飛行するとスローモーションになり、相手から一言語られる演出が存在する。
ペパー将軍
声：最上嗣生
コーネリア防衛軍の司令官。Dr.アンドルフの撃退をスターフォックスに依頼する。フォックス達と出撃前にブリーフィングを行う。
ルートによっては戦艦に乗り、直接指揮を執る場合もある。
ジェームズ・マクラウド
声：坂本くんぺい
フォックスの父親で、初代スターフォックスのリーダー。アンドルフとの戦いで罠にはめられ、命を落としたと言われている。
Dr.アンドルフ
声：最上嗣生
コーネリア防衛軍に所属していた科学者。自身の発明でコーネリアを危機に晒しベノムへ永久追放されたが、その追放先のベノムで力をつけ、ライラット系を侵略すべく戦争を開始する。

### スポット参戦
特定ステージでのみ登場する仲間の戦闘機乗り。『64』では2名どちらかしか出会えなかったが、本作は両者とも共闘の機会があり、総勢6名で一緒に戦えることも。
キャット・モンロー
声：はやみけい
ファルコの元暴走族仲間の女性パイロット。『64』では惑星ゾネスにて登場し、サーチライトの破壊を手伝った。今作では同様に惑星ゾネスに登場するが、身動きできずに立ち往生しており、脱出を支援することとなる。
ビル・グレイ
声：阿部敦
フォックスの宇宙アカデミー在学時代からの友人。

### その他の人物
カイマン
声：大原崇
アンドルフ軍の上級兵の一人で、唯一名前が公表されている。『64』では戦闘機に乗り、前線の指揮を執っていた。今作では主に敵部隊の指揮を執る役だが、ルートによっては巨大戦艦に乗って自ら戦う。

## 機体
アーウィン　超高性能全領域戦闘機
運動性能に優れたスターフォックスの主力戦闘機。今作ではハイパーレーザー時にチャージ弾のロックオンを敵機2体同時に行うことが可能となった上に、ブーストゲージが宙返り・Uターン2回分あるため、攻撃力、機動力共に従来作よりもかなり強化されている。『スターフォックス2』で採用される予定だった「ウォーカー」という対地強襲用二足歩行形態が加わり飛行形態では入りにくいところへの侵入が可能になった。変形に特に制限は無く、アーウィンが使用可能なステージであれば強制スクロール、オールレンジモード、地面の有無問わず変形できる。またオールレンジモードでウォーカー形態になると変形地点で即座にホバリング動作となる。
『大乱闘スマッシュブラザーズ』シリーズのフォックスのamiiboを使用することでスーパーファミコン版『スターフォックス』および『スターフォックス2』のソリッドモデル風の外観で敵機を追尾しないチャージ弾の発射が可能な「アーウィンFX」に、ファルコのamiiboを使用することで黒と赤を基調とし被ダメージ量が増えつつも攻撃力増加及び最初から敵機2体同時ロックオンが可能な「ブラックアーウィン」にそれぞれ変化する。amiiboを所持していないプレイヤーも勲章を全て集めたクリア特典としてこれらを使用できる。
ランドマスター　超高性能回転式地対空戦車
戦車型の機体。攻撃力に優れており、今作では敵機3体同時ロックオンに加え、反重力飛翔形態「グラヴマスター」に変形し短時間ながらも飛行することが可能になった。今作においてチャージ弾はエネルギー弾ではなくミサイルを撃つ。
ジャイロウィング　AI搭載型作業機
今作で新たに登場する偵察機。元々はコーネリア防衛軍の所有する機体だった。ホバリング飛行や後退といった小回りの利く移動に加え、偵察ロボット「ダイレクトアイ」を投下し敵のコンピュータのハッキングや爆発物の運搬、果てはダイレクトアイを疑似餌として釣りなどを行うことも可能。移動速度は遅い。自衛用としてレーザーやミサイルを搭載しているが、基本的に戦闘は不得手。
ウルフェン 超高性能全領域戦闘機 　
スターウルフの主力戦闘機。特定のステージをプレイしていると乱入してくる。
『64』で登場したウルフェンⅡは登場しないものの、特定のステージではツインレーザーに強化されており、4足の獣の姿をした対地強襲用歩行形態「ハンター」へと変形する。
レオン以外の3名は、特殊ステージにおいて体力が半分を切ると専用技を使ってくる。
キャット・ウィング
キャットが搭乗する戦闘機。レーザーはシングルのみ。
コーネリア・ファイター
コーネリア防衛軍の主力戦闘機。

## アイテム
シルバーリング
銀色のリング。取るとシールドが少し回復する。
ゴールドリング
金色のリング。取るとシールドが少し回復するほか、3個獲得すると残機のストック数が1つ増える。
スーパーゴールドリング
各ステージに3個隠されており、全て取ると勲章が獲得できる。それ以外の効果はゴールドリングと同様。
ミドルサプライ
十字型のリング。取るとシールドが大幅に回復する。
リザーブボム
スマートボムのストック数が1つ増える。最大5つまで獲得できる。
レーザーエナジー
取るとレーザーがツインレーザー、ハイパーレーザーの順にパワーアップする。

この他、同じステージで作戦失敗を3回以上繰り返すと救済措置としてナウスから特別な救援物資が送られ、取るとアーウィンが無敵状態になる。
ただし使った場合、ヒット数などの記録は残らない。

## ステージ
ステージはこれまでのシリーズ同様、ステージの奥へと進んでいく「スクロールモード」と、一定の範囲内を360度自由に動ける「オールレンジモード」の2種類のモードで進行していく。
ステージはそれぞれ2、3個のフェーズで構成され、クリアの仕方によって後のルートが変化するほか、特定の条件を満たすことで追加ミッションとして同じステージを別の機体で攻略したり、開始直後にボス戦を行ったり、スターウルフと対決したりすることが可能となっている。
惑星コーネリア
ライラット系の総人口の8割以上が集中しているライラット系惑星集団の首都で、ペパー将軍が率いるコーネリア防衛軍の本拠地である惑星。本作では最初のステージのほかに、終盤でもう一度立ち寄ることとなる。
シーレシア
コーネリアからの分岐ステージ。巨大な海上基地「シーレシア」とのバトル。
セクターα宙域
ギリシャ文字の「α」の形をした星雲が浮かび上がっている宙域。コーネリア防衛軍の最終防衛ラインとしてコーネリア防衛軍の戦艦が配備されている。
ウルフェン
セクターα宙域からの分岐ステージ。アンドルフ軍の艦隊に囲まれた中、ピグマとアンドリューの2人を同時に相手することになる。
エリア3
ドーナツ型のコロニーが浮かんでいるエリア。コロニーの内部はコーネリアの景観がモチーフになっているほか、アンドルフ軍から奪った兵器が眠っている。
サテライト1
シーレシアからの分岐ステージ。エリア3のコロニー内部をアーウィンで進むスクロール面で、突如出現したアンドリューを追いかけながらステージを進む。
アステロイドベルト
サテライト1から進めるステージ。隕石が飛び交う危険な宙域。隕石や敵からグレートフォックスを護衛しながら進めていく。
グレートフォックス
ウルフェンから進める別ステージ。アステロイドベルトよりも航路が長く、ボスも出現する。
惑星ゾネス
地下資源が豊富で、コーネリア防衛軍による開発が進んでいた水の惑星。アンドルフ軍に占拠されてからは海洋が汚染されてしまっている。
サテライト2
シーレシアからの分岐ステージ。惑星ゾネスをアーウィンで攻略していく。
セクターβ宙域
コーネリアとベノムの中間に位置する宙域で、両軍の戦艦が戦闘を繰り広げる最前線。
タイタニア
砂漠と岩山が広がる禁断の惑星。強力な磁気嵐により砂だけでなく墜落した宇宙船の瓦礫まで舞い上がっている。
サルバドーラ
タイタニアからの分岐ステージ。転送装置を抜けた先の宇宙空間で巨大戦艦「サルバドーラ」と遭遇し、ランドマスターに乗ったままで機動戦が出来ないフォックスに代わり、タイタニアを自力で脱出したペッピーが単独で戦艦に立ち向かう。このステージではフォックスではなくペッピーを操作することになる。
セクターγ宙域
フィチナに近く、何もない空間が広がっていることから「沈黙の宙域」と呼ばれている宙域。
惑星フィチナ
ベノムに一番近く、その調査の目的でコーネリア防衛軍の情報基地が建設された氷雪の惑星。
フォーチュナ
ライラット系の外れに位置する自然豊かな惑星だが、汚染された大気により生物が巨大凶暴化してしまっている。
ハンター
フォーチュナからの分岐ステージ。惑星フィチナでウルフとの一騎討ちを繰り広げる。
セクターΩ宙域
オメガ型の天体から強力な磁場が発生し、原因不明の事故が多発している宇宙の墓場。
ベノム
物語の10年前にアンドルフが流された辺境の惑星。『64』ではライラット星系中最も大きな惑星だったが、本作では小惑星サイズになっている。
『64』のベノム2と同様、地表でスターウルフと対決し、その後惑星内部でアンドルフとの決戦となる。

## ボス
ボスによっては戦闘中にその機体の操縦者から無線が入ることもあり、声優はその操縦者のものを指す。
超巨大戦艦 サルレシア
声：高口公介
惑星コーネリアのボス。巨大なラフレシアの花のような外観で、中央の本体と花弁の形をした装甲で構成されている。戦闘中は強制的にターゲットビューになるため、コックピットビューで狙いを定める必要がある。主砲を破壊すると連動して周囲の装甲が脱落し、全ての装甲を脱落させると残った中央の本体がロケットの様に上空へ飛び去って戦闘終了となるが、全て破壊する前に内部へと入れば、コアを破壊し完全に倒すことができる。完全に倒した場合は「アンドルフさまぁ〜〜〜、ごめんちゃい!!」という、『64』と同じセリフを残す。
超巨大海上移動基地 シーレシア
声：大原崇
惑星コーネリアの分岐ルートのボス。外見はサルレシアの色違いで、操縦者はカイマン。サルレシアが空中に浮いているのに対して、こちらは飛行能力は無く通常の船の様に海上を移動する。上部に6つ、下部に3つの主砲があり、それらを破壊することで倒せるが、拡大と縮小を繰り返す巨大な電磁バリアに守られており、ぶつかると跳ね飛ばされて大ダメージを受けてしまう。
スターウルフ（ピグマ、アンドリュー）
声：最上嗣生（ピグマ）、阿部敦（アンドリュー）
ウルフェンステージのボス。アンドルフ軍の艦隊の隙間で2対1の戦闘を行う。性能が強化されているほか、シールドが半分以下になると専用の特殊技を使ってくる。
ピグマは球状の爆弾を複数飛ばす「ピグマボム」、アンドリューは独楽型の装置から電流の盾を発生させアーウィンの進路を塞ぐ「プラズマシールド」を繰り出す。
スターウルフ（ピグマ）
声：最上嗣生
エリア3前半のボス。敵機を30機撃墜するか時間経過で出現。このピグマは体力が減っても攻撃方法が増加したりはしない。
準弩級戦略護衛艦 グランビー
声：高口公介
セクターβ宙域前半のボス。常に巨大かつ強力なシールドで守られており艦隊戦では無敵を誇るが、シールドは自分の攻撃も妨害してしまうため攻撃の際はシールドに一時的に穴をあける必要があり、小柄な航空機への対策が薄い。隙をついてシールドの内部に侵入し、シールド発生装置を破壊すれば、味方の艦隊が主砲でトドメをさしてくれる。ただし、こちらも攻撃に巻きこまれないように脱出しなければならない。
脱出の際通常は味方がカウントダウンで猶予を与えてくれるが、会話の最中に既に脱出を終えていると、カウントダウンを省略しいきなり発射する。
スターウルフ（超高性能全領域戦闘機 ウルフェン）
声：大原崇（レオン）、最上嗣生（ピグマ）、阿部敦（アンドリュー）
セクターβ宙域後半のボス。レオン、ピグマ、アンドリューの3人が登場。性能はエリア3と変わらないが、頻繁に仲間の背後をとってくる。
スターウルフリーダー ウルフ
声：高口公介
セクターβ宙域後半のボス。上記3人が登場して一定時間が経つ、または3人全員を撃墜すると登場する。他の3人よりも動きが素早く、背後をとろうとしてもすぐに振り切られてしまう。この戦闘は時間制限があり、戦闘が長引くとペッピーをタイタニアに撃墜して退却し、強制的に戦闘終了となる。
ハンターステージにも登場。こちらは惑星フィチナで一騎討ちの戦闘を行う。ウルフェン形態とハンター形態を使い分けるなど、性能が強化されており、今まで以上に背後をとり辛くなっている。加えてシールドが半分以上を切ると「ライトニングトルネイド」という強力な突進技を繰り出してくる。
地底潜航兵器 スクラップワーム
タイタニアのボス。名前通り瓦礫に身を包んだミミズのような外見の兵器で、セクターβから飛ばされてきたペッピーを捕獲していた。
　地面に潜り込んで襲い掛かり、ほかにも倒れ込みや横回転、ビームで引きずりこむなどの攻撃を仕掛ける。戦闘中は強制的にターゲットビューになる。
超弩級要撃艦 サルバドーラ
声：最上嗣生
宇宙空間に待機する巨大戦艦。ここではフォックスは機動力の低いグラブマスターに搭乗しているため撤退し、代わりにペッピーを操作して戦う。上部に9つ、下部に5つの大砲があり、それらを全て破壊すれば倒せる。
惑星間巡行ミサイル マン・ドリル
セクターγ宙域のボス。惑星フィチナから発射された大型のミサイルで、転送装置の方向へ飛んでいる。3つのパーツで構成されており、側面に出るコアを後ろから順に攻撃していく事で破壊できる。時折、攻撃ロボを積んだミサイルを放ち、グレートフォックスや仲間にダメージを与えていく。『64』ではグレートフォックスに対する攻撃として撃ち込まれていたが、本作では何を狙って撃ったのかは不明。
破壊が間に合わないと、グレートフォックスが身代わりとなって食い止めてしまい作戦失敗となる。なお、『64』では命中しても主翼の1つを破壊する程度であったのに対し、今作では完全に撃墜している。
スターウルフ（レオン）
声：大原崇
惑星フィチナ前半のボス。敵機を30機撃墜すると出現。単独で登場するが、特殊技は持っていない。
超巨大無人兵器 マザーストライダー
惑星フィチナ後半のボス。円盤のような胴体から8本の足が生えた外見のクモ型巨大無人兵器。その巨体に見合わず大ジャンプで押しつぶしてくる。
古代機械鳥竜 モナーク・ドドラ
フォーチュナのボス。SFC版や『コマンド』にも登場した敵。道中でも度々現れては妨害してくる。ボス戦では中央に足場がある大空での戦闘となり、2つの首から火炎弾、尻尾からのレーザーや竜巻攻撃、足払いなど多彩な技で襲ってくる。胸に一か所、飛行時の後方に二か所ある赤い部分が弱点。尻尾も破壊可能だが、一定時間で再生する。
宇宙機械鳥竜 スペース・ドドラ
グレートフォックスステージのボスで、モナーク・ドドラの色違い。行動・弱点ともにモナーク・ドドラとほぼ同じだが、尻尾は一度破壊すると再生しないなど相違点がある。距離を離し過ぎるとグレートフォックスを攻撃対象にする。弱点を攻撃し続けて怒らせるとアーウィンに固執するようになり、グレートフォックスの射線上に誘導して主砲を2発当てると倒すことができる。
惑星間戦闘空母 アタック・キャリア
声：最上嗣生
セクターΩ宙域のボス。本体にミサイルコンテナや戦闘機用ハッチを増設した改造空母。SFC版や『64』は最初のボスだったが、今回は終盤のボスとして登場。攻撃方法は変わっていないが、本作ではオールレンジモードでの戦闘になるため、弱点を狙い撃つ機会が少なく、弱点の当たり判定も厳しくなっているが、左右のハッチをつなぐ支柱を攻撃することでも破壊ができるようになっている。弱点を狙う際も、アーウィンの速度が速すぎると衝突する危険がある。
本体のみになるとバルカンは撃たず、機体が上下に分割し機体の上下をつなぐ中心から四方にレーザーを回転しながら撃ってくる。そのレーザーの発射口が弱点であり、4つ全てを破壊すると撃墜できる。
巨大機動兵器 ギガリラ
コーネリア防衛軍によって捕獲され、エリア3に収容されていたアンドルフ軍の巨大兵器。エリア3では味方として登場し、アンドルフ軍を蹴散らしてくれる。後に取り返され、再び訪れた惑星コーネリアの後半でボスとして戦うことになる。
手のひらや胸に破壊できる部位があるものの、装甲自体が頑丈なため、アーウィンの攻撃は基本的に全く通用しない。尻部分のハッチを攻撃して開いた後ハッキングを行い、機能を停止させることで倒したことになる。
スターウルフ（対地強襲用歩行形態 ハンター）
声：高口公介（ウルフ）、大原崇（レオン）、最上嗣生（ピグマ）、阿部敦（アンドリュー）
ベノム前半のボス。スターウルフ全員との4対1の戦闘となり、ウルフェン形態とハンター形態を使い分けながら一斉に襲い掛かってくる。
天才科学者 アンドルフ
声：最上嗣生
ベノム後半のボス。円柱状の壁に守られているが、コクピットビューでしか見えない穴がいくつか存在し、侵入すると真の姿を見せる。巨大な首と両手で構成された外見は64版と同様だが、本作ではSFC版を思わせる全身銀色の姿となっている。シールド内部と外を行き来しながら戦うことになる。外にいる間はシールドからの回転レーザーで攻撃し、内部では両手による押し潰しやビーム、口から板を吐き出す攻撃などを駆使してくる。後頭部にあるコアが弱点だが、他のボスに比べ耐久力が非常に高く、アーウィンとウォーカー、2つの視点を全て使いこなさなければ倒すことはできない。倒した後は異空間からの脱出となるが、アンドルフが道連れにしようと追いかけてくる。そのまま逃げ続けてもクリアになるが、ジェームズとすれ違う演出の後にUターンを行うことができ、アンドルフがジェームズを追いかけようとして後方に振り向いた所を攻撃すれば完全に倒すことができる。この時、弱点をチャージ弾でロックオンした場合は専用の演出が入る。